# قائمة الكليات والمعاهد العسكرية (مصر)

## القائمة
| الاسم                                                            | النوع        | الغرض/الدرجة العلمية     | الوصف |
| وزارة الدفاع                                                     | وزارة الدفاع | وزارة الدفاع             | وزارة الدفاع |
| ---------------------------------------------------------------- | ------------ | ------------------------ | --- |
| الأكاديمية العسكرية                                              | أكاديمية     | مؤهل عالي                | تضم: - الكلية الحربية - الكلية البحرية - الكلية الجوية - كلية الدفاع الجوي |
| الأكاديمية الطبية العسكرية                                       | أكاديمية     | تدريب                    | تضم: - معهد طب الطيران والفضاء العسكري. - معهد الصحة والوقائيات العسكري. - معهد الطب البحري. - معهد الطب العسكري. |
| الأكاديمية العسكرية للدراسات العليا والاستراتيجية                | أكاديمية     | دراسات عليا              | تضم: - كلية القادة والأركان - كلية الحرب العليا - كلية الدفاع الوطني - مركز الدراسات الإستراتيجية |
| الكلية الفنية العسكرية                                           | كلية         | مؤهل عالي                | تقبل الحاصلين على الثانوية العامة طبقاً لشروط وزارة الدفاع. مدة الدراسة بالكلية خمس سنوات دراسية يتخرج الطالب بنهايتها حاصلاً على شهادة إتمام الدراسة العسكرية وبكالوريوس الهندسة بشعابها المختلفة برتبة ملازم أول ويكون له الحق في عضوية نقابة المهندسين المصرية. كما تمنح الكلية درجات الدراسات العليا الدبلوم والماجستير والدكتوراه في الهندسة بتخصصاتها المختلفة. |
| كلية الطب بالقوات المسلحة                                        | كلية         | مؤهل عالي                | تقبل الحاصلين على الثانوية العامة طبقاً لشروط وزارة الدفاع. مدة الدراسة بالكلية 6 سنوات دراسية ويؤدي الطالب التدريب الإكلينيكي وفترة الامتياز لمدة سنة بالمستشفيات العسكرية التعليمية يتخرج الطالب بنهايتها حاصلاً على شهادة إتمام الدراسة العسكرية وبكالوريوس الطب والجراحة بأقسامه المختلفة. كما تمنح الكلية درجات الدراسات العليا الدبلوم والماجستير والدكتوراه في المجالات الطبية المختلفة. |
| الكلية العسكرية التكنولوجية                                      | كلية         |                          | يقوم المعهد بإعداد الضباط الفنيين وتأهيلهم للعمل في منظومة التأمين الفني بالقوات المسلحة للخدمة في الوحدات وورش الإصلاح والمنشآت التعليمية والفنية والمهنية بالقوات المسلحة. مدة الدراسة بالمعهد سنتان دراسيتان يسبقها سنة تأهيلية بمركز تدريب المعهد. وتقسم الفترة الدراسية إلى 3 أقسام هي (الإعدادي، المتوسط، النهائي) يتخرج الطالب بنهايتها برتبة الملازم فني ويمنح درجة الدبلوم الفني التخصصي. |
| معهد ضباط الصف المعلمين                                          | معهد         | مؤهل فوق متوسط           | يقبل المعهد الحاصلين على الشهادة الإعدادية والدبلومات الثانوية الفنية طبقاً لشروط وزارة الدفاع لتخريج ضباط الصف. مدة الدراسة بالمعهد 18 شهراً مقسمة بالتساوي على 3 أقسام هي (الإعدادي، المتوسط، النهائي). |
| المعهد الفني للتمريض للإناث                                      | معهد         | مؤهل فوق متوسط           | يقبل الحاصلين على شهادة الثانوية العامة أو الأزهرية علمي علوم من الإناث طبقاً لشروط وزارة الدفاع. مدة الدراسة بالمعهد عامين دراسيين يتخرج الطالب بنهايتها برتبة رقيب متطوع ويمنح درجة الدبلوم الصحي. |
| المعهد الصحي للقوات المسلحة                                      | معهد         | مؤهل فوق متوسط           | يقبل الحاصلين على شهادة الثانوية العامة أو الأزهرية علمي علوم من الذكور طبقاً لشروط وزارة الدفاع. مدة الدراسة بالمعهد عامين دراسيين في جميع التخصصات (تمريض - فنين أشعة - فنين معامل -عمليات - طوارئ) يليها عام امتياز بمستشفيات القوات المسلحة و يتخرج الطالب بنهايتها برتبة رقيب ممرض ويمنح درجة الدبلوم الصحي. |
| كلية الضباط الاحتياط                                             | كلية         | تدريب                    | هي الكلية المسئولة عن إمداد القوات المسلحة بضباط من حاملي المؤهلات العليا بشتي أنواعها من المجندين، ومن شروط التحاق المجندين بالكلية أن تتوافر الرغبة لدى المجند في الالتحاق بالكلية كلما أمكن ذلك. مدة الدراسة بالكلية ستة أشهر دراسية مقسمة على مرحلتين (إعداد، نهائي). |
| الكلية العسكرية لعلوم الإدارة                                    | كلية         | تدريب                    | تتولى الكلية إعداد ضباط القوات المسلحة في علوم الإدارة وإجراء الأبحاث العلمية والتطبيقية المتعلقة بها، وترتبط هذه الكلية بإحدى الكليات الحكومية الخاضعة لقانون تنظيم الجامعات بالنسبة لنظام الدراسة والامتحان |
| معهد نظم المعلومات                                               | معهد         | تدريب                    | |
| معهد اللغات                                                      | معهد         | تدريب                    | |
| معهد المشاة                                                      | معهد         | تدريب                    | |
| معهد المدرعات                                                    | معهد         | تدريب                    | |
| معهد المدفعية                                                    | معهد         | تدريب                    | |
| معهد الحرب الإلكترونية                                           | معهد         | تدريب                    | |
| معهد الحرب الكيميائية                                            | معهد         | تدريب                    | |
| معهد الدفاع الجوي                                                | معهد         | تدريب                    | |
| وزارة الداخلية                                                   |              |                          | |
| أكاديمية الشرطة                                                  | أكاديمية     | مؤهلات عليا ودراسات عليا | تضم كل من: - كلية الشرطة: تقبل الحاصلين على شهادة الثانوية العامة أو الشهادات المعادلة لها طبقاً لشروط وزارة الداخلية. مدة الدراسة بالكلية أربع سنوات دراسية يتخرج بعدها الطالب ضابطاً مؤهلاً ويحصل على ليسانس في الحقوق وعلوم الشرطة، وتقبل الكلية أيضا خريجي الجامعات المدنية مثل الأطباء والمهندسين وغيرهم ومدة الدراسة بالنسبة لهؤلاء هي سنة دراسية وذلك لتخريج الضباط المتخصصين. - كلية الدراسات العليا هي الكلية المسئولة عن إعداد الكوادر العلمية من الضباط الحاصلين على درجتي الماجستير والدكتوراه في علوم الشرطة. - كلية التدريب والتنمية هي المسئولة عن زيادة الخبرة النظرية والعملية للضباط ورفع مستوى أدائهم في المواد الشرطية والعسكرية. |
| معاهد معاوني الأمن : بالقاهرة (ذكور، إناث) وبالبحيرة             | معهد         |                          | |
| معهد مندوبي الشرطة بالقاهرة (عين شمس) ، وبالبحيرة (وادي النطرون) | معهد         |                          | |
| معهد التدريب الراقي بالقاهرة (زهراء المعادي)                     | معهد         |                          | |
| معهد تأهيل ضباط صف وجنود الشرطة ب(الهايكستب، مدينة نصر، سوهاج)   | معهد         |                          | |
| المعاهد الفنية الشرطية للتمريض (ذكور، إناث)                      | معهد         |                          | |

## وصلات خارجية
- الموقع الرسمي لوزارة الدفاع المصرية.